# Miss Slovenije 1970
Miss Slovenije 1970 je bilo lepotno tekmovanje, ki je potekalo 1. avgusta 1970 v zdravilišču v Radencih.
Prireditev sta vodila Mića Orlović in Kristina Remškar ob spremljavi Orkestra Saše Subote. Prireditev je popestril ognjemet.

### Uvrstitve
- zmagovalka Dagmar Capuder, 18 let, študentka, Ljubljana (tega leta je dokončala šolanje na Gimnaziji Šentvid).[1]
- 1. spremljevalka Alenka Marter, manekenka, Ljubljana
- 2. spremljevalka Olga Paulin, uslužbenka, Kranj

### Glasbeni gostje
Nastopili so Arsen Dedić, Lidija Kodrič, Boba Stefanović, Senka Velentanlić, Zafir Hadžimanov in Nada Knežević.

## Vir
- Lepa dekleta in še kaj drugega, str. 5, Slodnjak, J. (6. avgust 1970), Tednik (Ptuj), letnik 23, številka 30, Dokument v zbirki Digitalne knjižnice Slovenije.